# Colposcenia kiritshenkoi
Colposcenia kiritshenkoi  (лат.) — вид полужесткокрылых насекомых-листоблошек рода Colposcenia  из семейства Aphalaridae.

## Распространение
Палеарктика, в том числе: Азербайджан, Армения, Болгария, Грузия,
Израиль, Иран, Ливан, Россия, Турция.

## Описание
Мелкие листоблошковые насекомые (около 3 мм) с прыгательными задними ногами. 
Питаются соками растений, таких как Tamarix negevensis, Tamarix parviflora, Tamarix senegalensis (семейство Тамарисковые, порядок Гвоздичноцветные). Вид был впервые описан в 1960 году российским энтомологом Мариной Михайловной Логиновой (Зоологический институт АН СССР, Ленинград).